# Rio 400 1996
Rio Indycar 400 1996 ingick i CART World Series säsongen 1996 och kördes på Jacarepaguà den 17 mars. André Ribeiro tog en populär hemmaseger, vilket var hans första i CART-sammanhang.

## Slutställning
| Plats | Förare                | Team                     | Grid | Kvaltid |
| ----- | --------------------- | ------------------------ | ---- | ------- |
| 1     | André Ribeiro         | Tasman Motorsports       | 3    | 40.240  |
| 2     | Al Unser Jr.          | Marlboro Team Penske     | 12   | 40.961  |
| 3     | Scott Pruett          | Patrick Racing           | 10   | 40.831  |
| 4     | Alex Zanardi          | Chip Ganassi Racing      | 1    | 40.162  |
| 5     | Christian Fittipaldi  | Newman/Haas Racing       | 27   | -       |
| 6     | Bobby Rahal           | Rahal-Hogan Racing       | 6    | 40.543  |
| 7     | Raul Boesel           | Braham Sports Team       | 26   | -       |
| 8     | Jimmy Vasser          | Chip Ganassi Racing      | 2    | 40.194  |
| 9     | Roberto Moreno        | Payton/Coyne Racing      | 14   | 41.097  |
| 10    | Gil de Ferran         | Jim Hall Racing          | 7    | 40.618  |
| 11    | Emerson Fittipaldi    | Hogan Penske Racing      | 13   | 41.058  |
| 12    | Marco Greco           | Dick Simon Racing        | 23   | 42.911  |
| 13    | Bryan Herta           | Rahal-Hogan Racing       | 16   | 41.147  |
| 14    | Adrián Fernández      | Tasman Motorsports       | 8    | 40.695  |
| 15    | Robby Gordon          | Walker Racing            | 11   | 40.934  |
| 16    | Parker Johnstone      | Comptech Racing          | 5    | 40.452  |
| 17    | Juan Manuel Fangio II | All American Racing      | 24   | 44.075  |
| 18    | Greg Moore            | Forsythe Racing          | 4    | 40.540  |
| 19    | Paul Tracy            | Marlboro Team Penske     | 25   | -       |
| 20    | Carlos Guerrero       | Dick Simon Racing        | 17   | 41.465  |
| 21    | Eddie Lawson          | Galles Racing            | 19   | 41.533  |
| 22    | Michael Andretti      | Newman/Haas Racing       | 15   | 41.134  |
| 23    | Stefan Johansson      | Bettenhausen Motorsports | 21   | 42.102  |
| 24    | Hiro Matsushita       | Payton/Coyne Racing      | 20   | 41.711  |
| 25    | Maurício Gugelmin     | PacWest Racing           | 9    | 40.793  |
| 26    | Jeff Krosnoff         | Arciero-Wells Racing     | 22   | 42.275  |
| 27    | Mark Blundell         | PacWest Racing           | 18   | 41.105  |